# Kaukázusi medvetalp
A kaukázusi medvetalp (Heracleum mantegazzianum) gyomnövény, Európában is meghonosodott neofiton özönnövény, amely a zellerfélék családjába sorolt medvetalp (Heracleum) növénynemzetségbe tartozik. Mérgező, fényérzékenyítő növény, veszélyes, mivel már az emberi bőrrel érintkezve kifejti mérgező hatását: a bőrre került növényi hatóanyag (furokumarin) ugyanis fényérzékennyé teszi a bőrt (akár hosszabb távon is), s égési sérülésekre emlékeztető hólyagok (fitofotodermatitisz) jelennek meg rajta, melyek sokszor nehezen gyógyuló hegeket hagynak maguk után.

## Előfordulása
A kaukázusi medvetalp a Kaukázus vidékén, illetve Közép-Ázsiában őshonos. Európába a 19. században az angliai Királyi Botanikus Kertekbe telepítették be dísznövényként az Oroszországból származó példányt. A második világháború után indult meg a számottevő terjedése, először utak mentén találkoztak vele. Figyelemreméltó szaporodóképességének és igénytelenségének köszönhetően gyorsan kiszabadult a kertekből, és mára szinte az egész európai kontinensen elterjedt. Magyarországot többé-kevésbé elkerülte, de már 1980-ban kivadult Zircről, Szombathelyről és Szarvasról a botanikus kertekből, arborétumokból, elsősorban patakok, folyók mentén, tarvágásokon, degradált élőhelyeken fordul elő.  A növény ma már pontszerűen megjelent Zirc, Szombathely, Szarvas, Cuha-völgy, Rostalló, Mátraszentimre és Túristvándi környékén is. Magvai Kárpátaljáról - ahol ismeretterjesztő füzetekben, szórólapokon igyekeznek felhívni a lakosság figyelmét a mérgező növényre - kerültek a Tisza menti területekre. A 2000-es évek elején a vácrátóti Nemzeti Botanikus Kert keleti szomszédságában a kertből kivadult példányokat figyeltek meg a tudományos kutatók, a kertben még 2015-ben is megtalálható volt a kaukázusi medvetalp, de a virágzatot még a magok érése előtt levágták, hogy megakadályozzák a gyomnövény terjedését.
2014 nyarán a Szabolcs-Szatmár-Bereg megyei Gergelyiugornya belterületén találtak óriási medvetalp növényeket (Szosznovszkij-medvetalp, Heracleum sosnowsky), mintegy kétszáz négyzetméteres területen. Sajtóhírek szerint Keszthely környékén már tömegesen is előfordul. Ezt azonban cáfolta Keszthely polgármestere, aki szerint "csak a Pannon Egyetem Georgikon Karának külterületi telephelyén található kaukázusi medvetalp, mert a mezőgazdaság-tudományi egyetem a hatvanas években kísérletezett a növénnyel". A NÉBIH Növény-, Talaj- és Agrárkörnyezet-védelmi Igazgatóságának koordinálásával történt felderítések során a legnagyobb egyedszámú előfordulása (több mint 3000 db) Vas megyében volt. A Kozár-Borzó patak mentén Vép és Bozzai-Bárdos között találtak kazkázusi medvetalp példányokat. Az Őrségi Nemzeti Park munkatársai megkezdték a populáció felszámolását.
2015-ben a Vas megyei Vép község belterületén találtak kaukázusi medvetalp növényt az Őrségi Nemzeti Park szakemberei.

## Megjelenése
Általában 2–5 méter magasra nő meg, ritkán a 7 métert is elérheti, emiatt gyakran az óriás jelzővel illetik. Több nyelvben is vannak olyan elnevezései, amelyekben szerepel az „óriás” szó, például az angolban a giant hogweed, a spanyolban a perejil gigante, az olaszban a panace gigante és a németben a Riesen-Bärenklau.
Ahogy a többi medvetalp, ez is évelő növény. A liláspiros foltokkal tarkított, vaskos szár és a levélnyél üreges. A szár átmérője 3–10 cm. A levelek páratlanul szárnyaltak (összetettek). A levéllemez osztott (mély bemetszések vannak rajta). A levelek 1-2 méter szélesek. Egyszer virágzó (monokarpikus) növény.  Késő tavasztól nyár végéig virágzik, a sok kicsi, fehér virág csomókban helyezkedik el a 80 cm átmérőjű ernyős virágzaton. A termése 1 cm hosszú, ovális alakú, lapos. A magvak ősszel érnek meg, egy növény több százezer termést hozhat. Erősen invazív faj, az összes többi növényt kiszorítja az adott területről.

## Mérgezési veszély

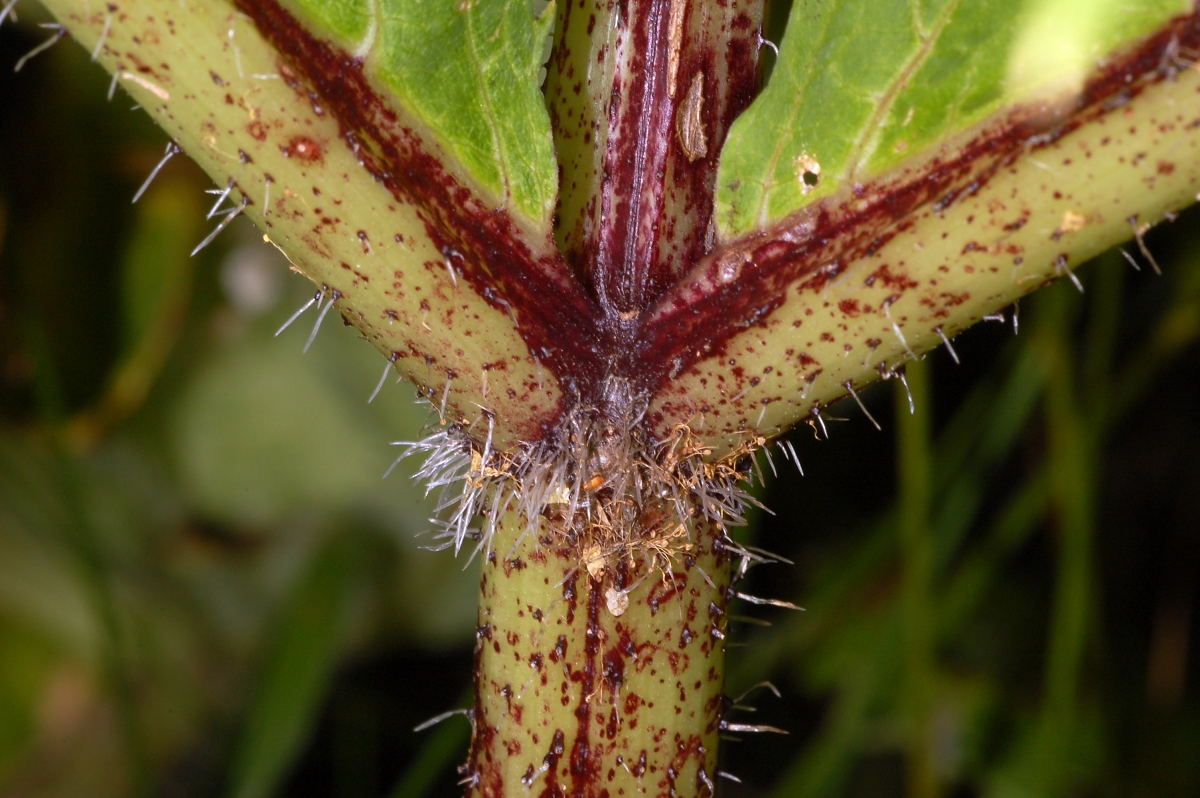
A medvetalp szára serteszőrös, barázdált, felső részében ágas. A medvetalp érintése után akár 48-72 óra után is kialakulhatnak a bőrtünetek

A kaukázusi medvetalp a zellerfélékre jellemzően furokumarinokat tartalmaz, de a többi növényhez képest sokkal nagyobb mennyiségben. Ez az anyag azon felül, hogy rákkeltő, a bőrt erősen fényérzékennyé teszi. Ehhez a növény puszta megérintése is elegendő, a finom szőröknek köszönhetően. Ha az érintett bőrfelületet UV-sugárzás éri, a bőr kipirosodik, viszketni kezd, és 16–48 órán belül égési sérülésekre emlékeztető hólyagok jelennek meg rajta. Ezek helyén feketés, lilás bőrelszíneződések és hegek maradnak vissza. Szembe kerülve átmeneti, vagy akár végleges vakságot okoz.  Az ily módon kialakult bőrbetegség, a fitofotodermatitisz hosszú évekre védtelenné teszi a bőrt a nap sugaraival szemben. Németországban 2003-ban 16 ezer balesetet regisztráltak. 2008-ban az év mérgező növényének választották.
A Magyar Allergia Szövetség szerint jelenleg a magyar lakosságra semmilyen veszélyt nem jelent ez a növény.
Ha a növény a bőrünkhöz ér, szappanos vízzel alaposan mossuk le az érintett területet, és forduljunk orvoshoz!

## Védekezés

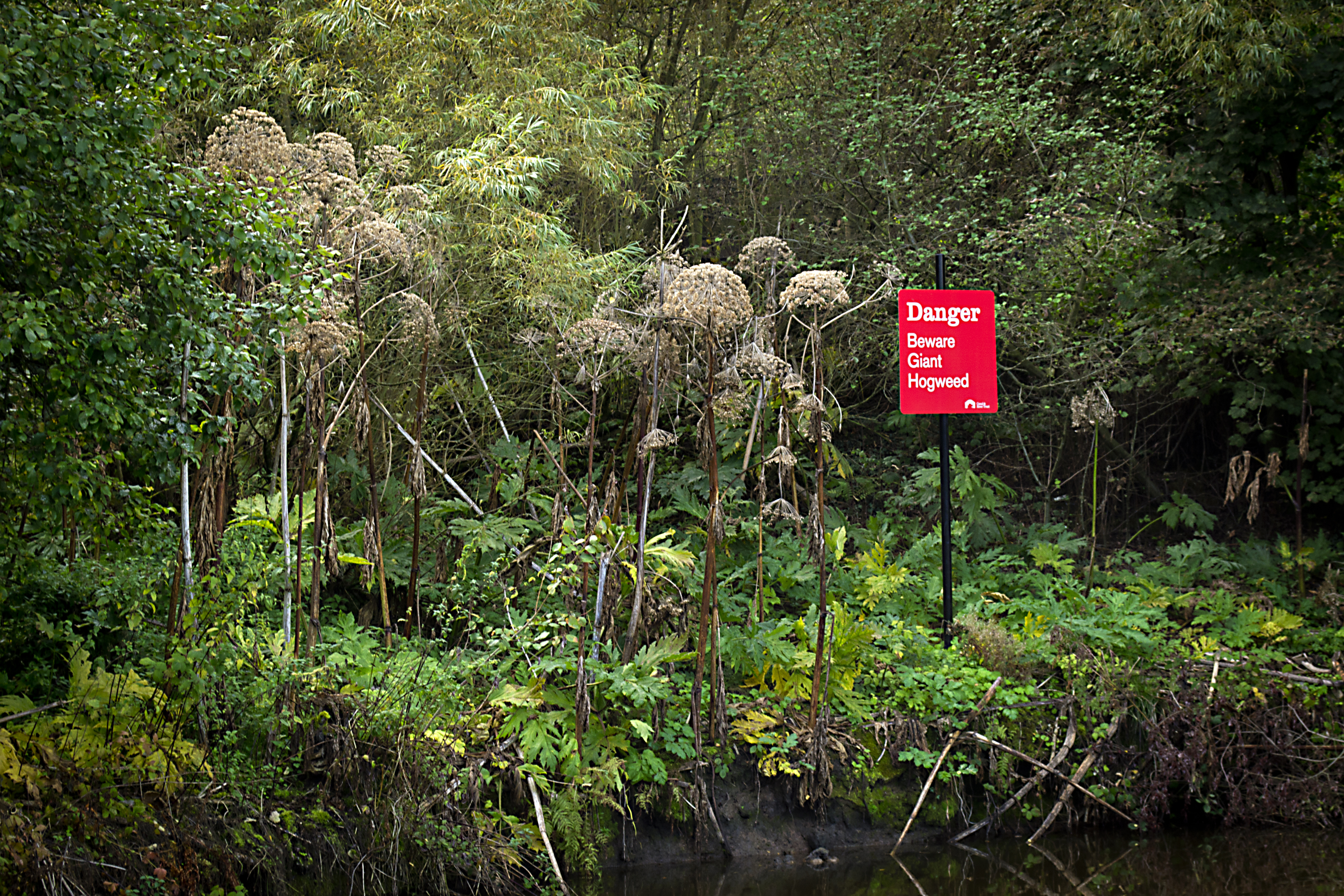
Vörös színű figyelmeztető tábla Angliában, a kaukázusi medvetalp egyik élőhelyén

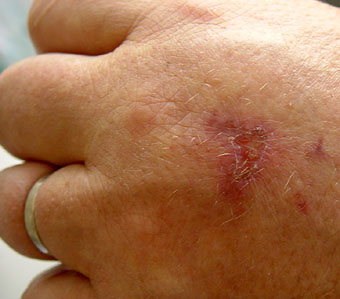
A kaukázusi medvetalp érintése után 48-72 óra után kialakulnak a bőrtünetek

A kaukázusi medvetalp igazi túlélőművész: ha kivágják, azonnal újrahajt, és 4–6 hét alatt gyakorlatilag teljesen regenerálódik. Ezt mélyre nyúló karógyökerei teszik lehetővé. A szabadon megvásárolható gyomirtók csak a hajtásokat pusztítják el, a gyökerek ellen hatástalanok. A gyökerek kiásásán kívül hatásos a bennük tárolt tápanyagkészlet rendszeres vágással történő kimerítése. Ha egy nagy, nehéz kőlapot helyezünk a gyökér fölé, az két éven belül elpusztul. A magvak azonban hét (de egyes források szerint akár 15) évig is csíraképesek maradnak, ezért a területet még sokáig rendszeresen ellenőrizni kell. A növény közelében csak teljesen zárt ruházatban és védőszemüvegben szabad dolgozni!
Németország évente majdnem 13 millió eurót költ a veszélyes jövevény kordában tartására.

## Összetéveszthetőség
A kaukázusi medvetalp nagyon hasonlít az Európában honos, kisebb termetű, és jóval kevésbé veszélyes közönséges medvetalpra. Az angyalgyökértől és a podagrafűtől azonban azok elkülönülő levelei alapján könnyű megkülönböztetni. Ahol elterjedt, ott gyakran előfordul, hogy néhány jóindulatú laikus rohamot indít a betolakodó ellen, és ennek során szinte minden ernyős virágzatú növényt lekaszabolnak.

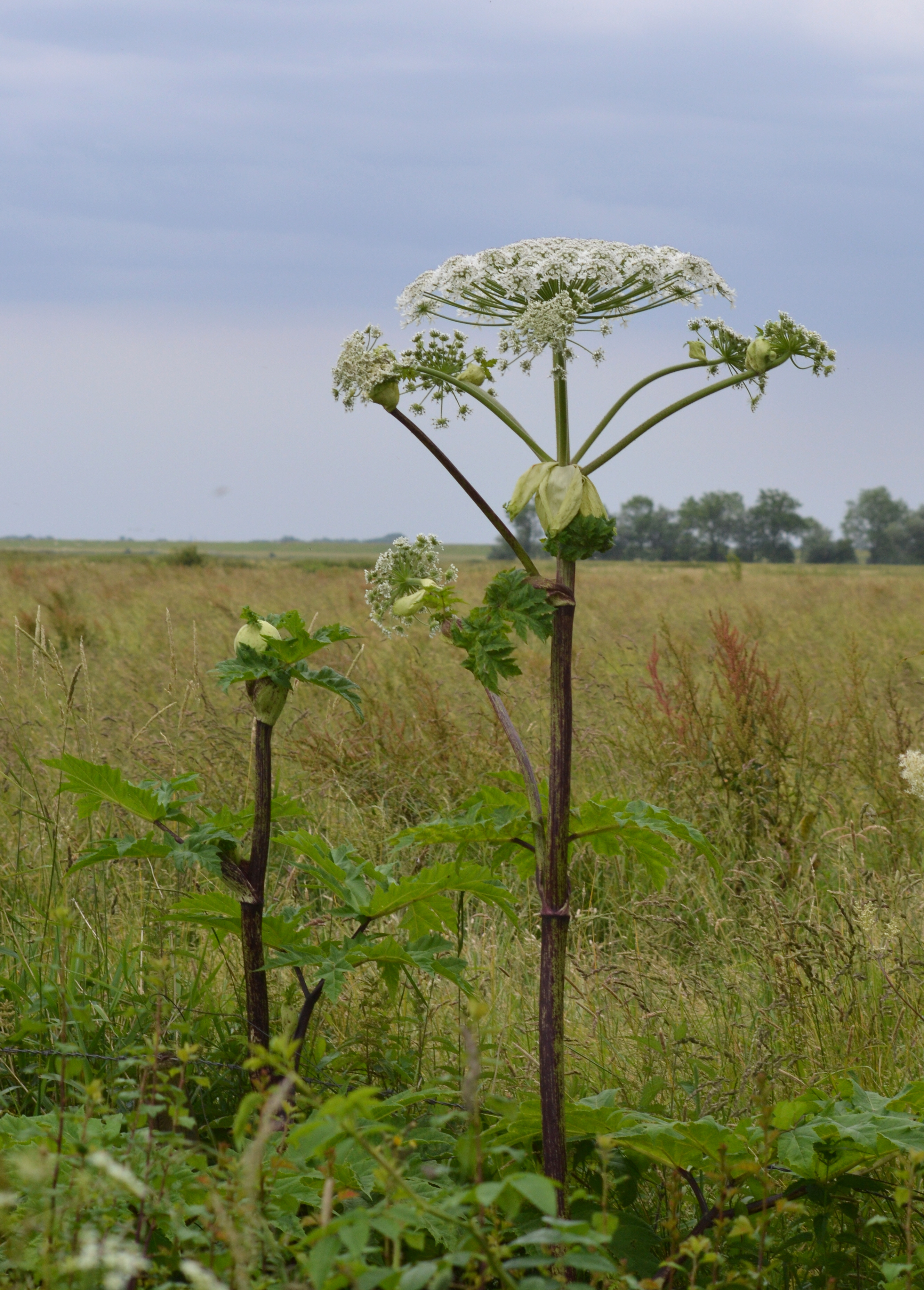
Óriásira nőtt Heracleum mantegazzianum
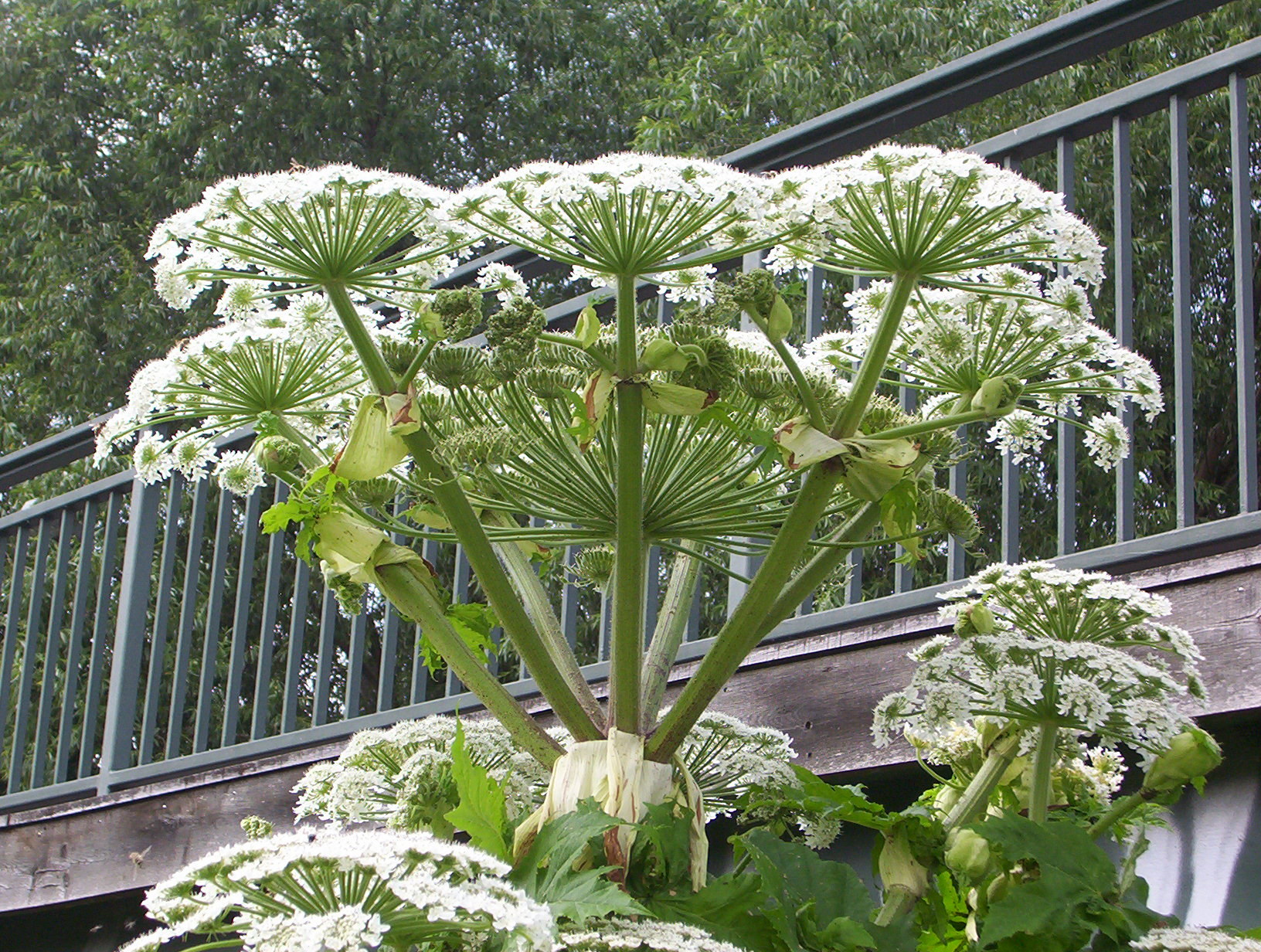
Kaukázusi medvetalp jellegzetes ernyős virágzata
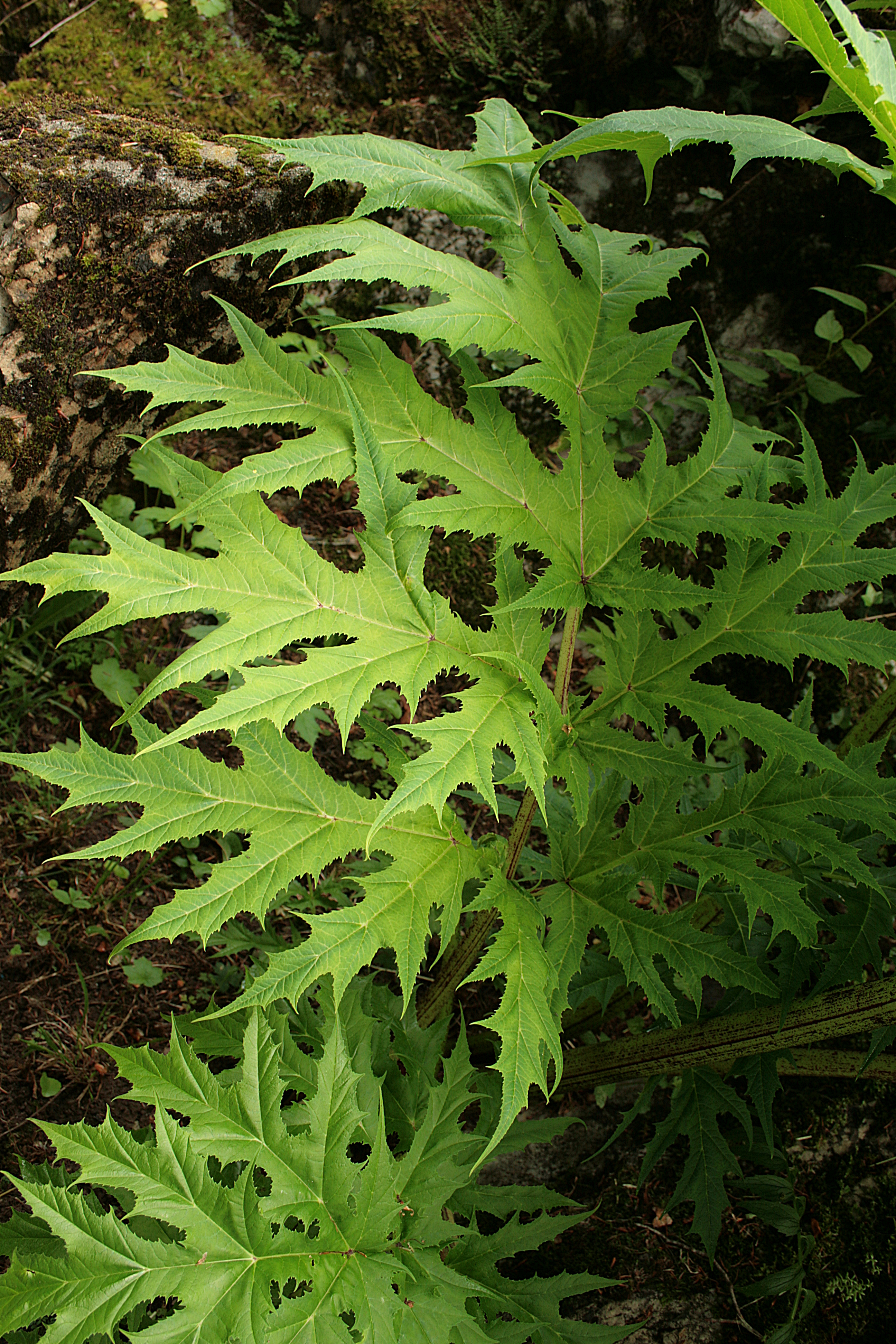
Kaukázusi medvetalp jellegzetes levele (Heracleum mantegazzianum)
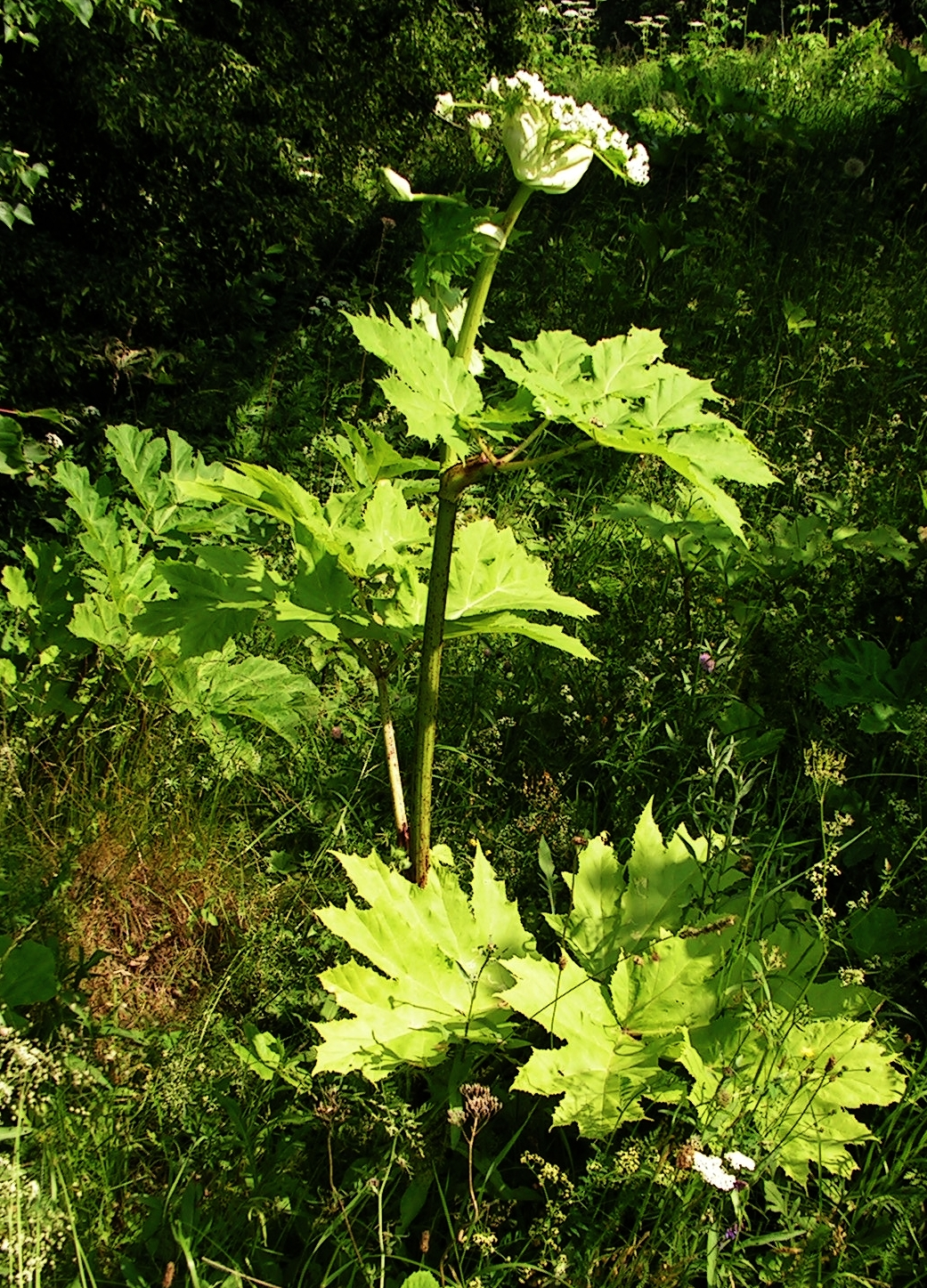
Szosznovszkij-medvetalp (Heracleum sosnowskyi )
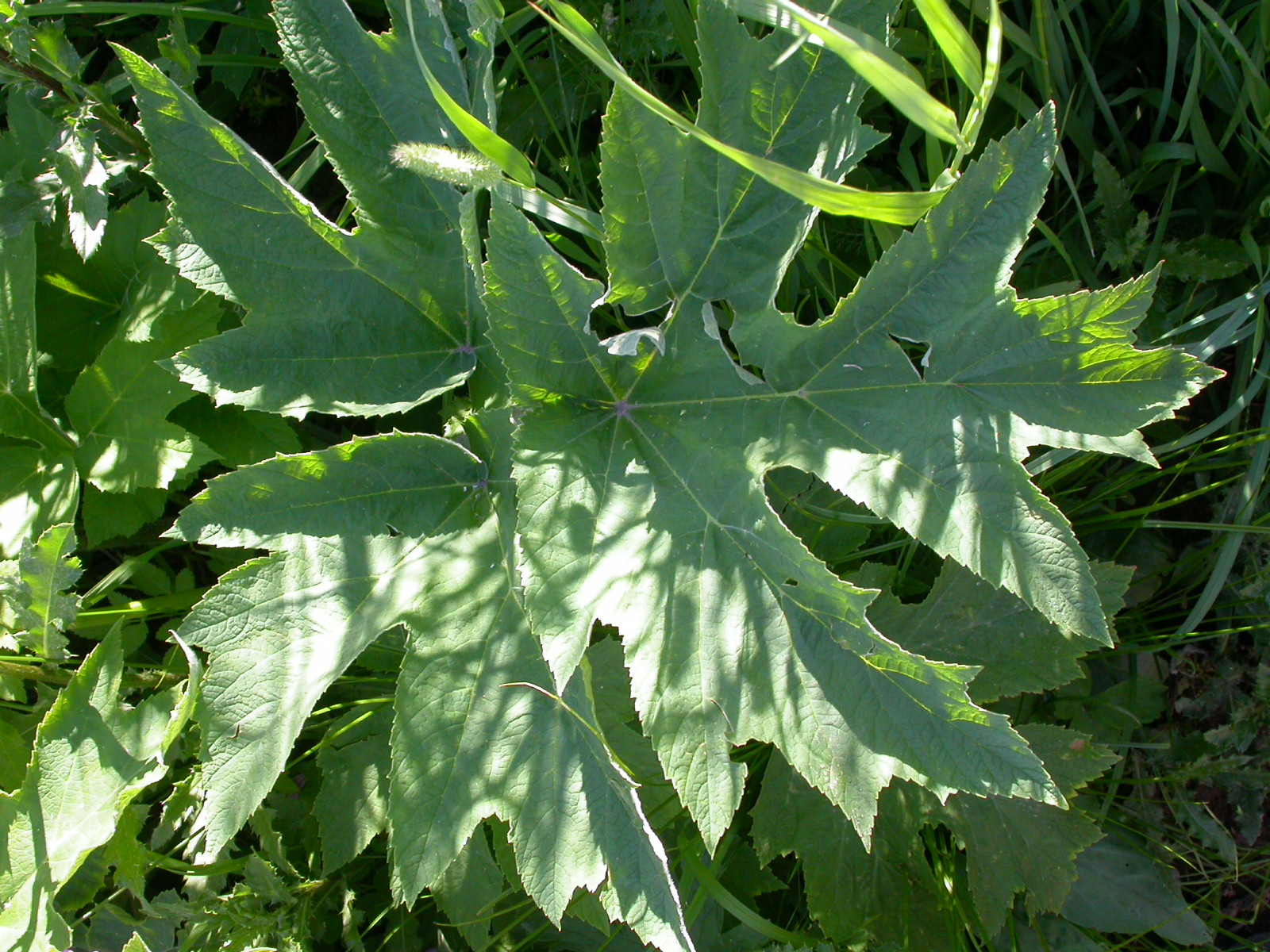
Közönséges medvetalp levele (Heracleum sphondylium)
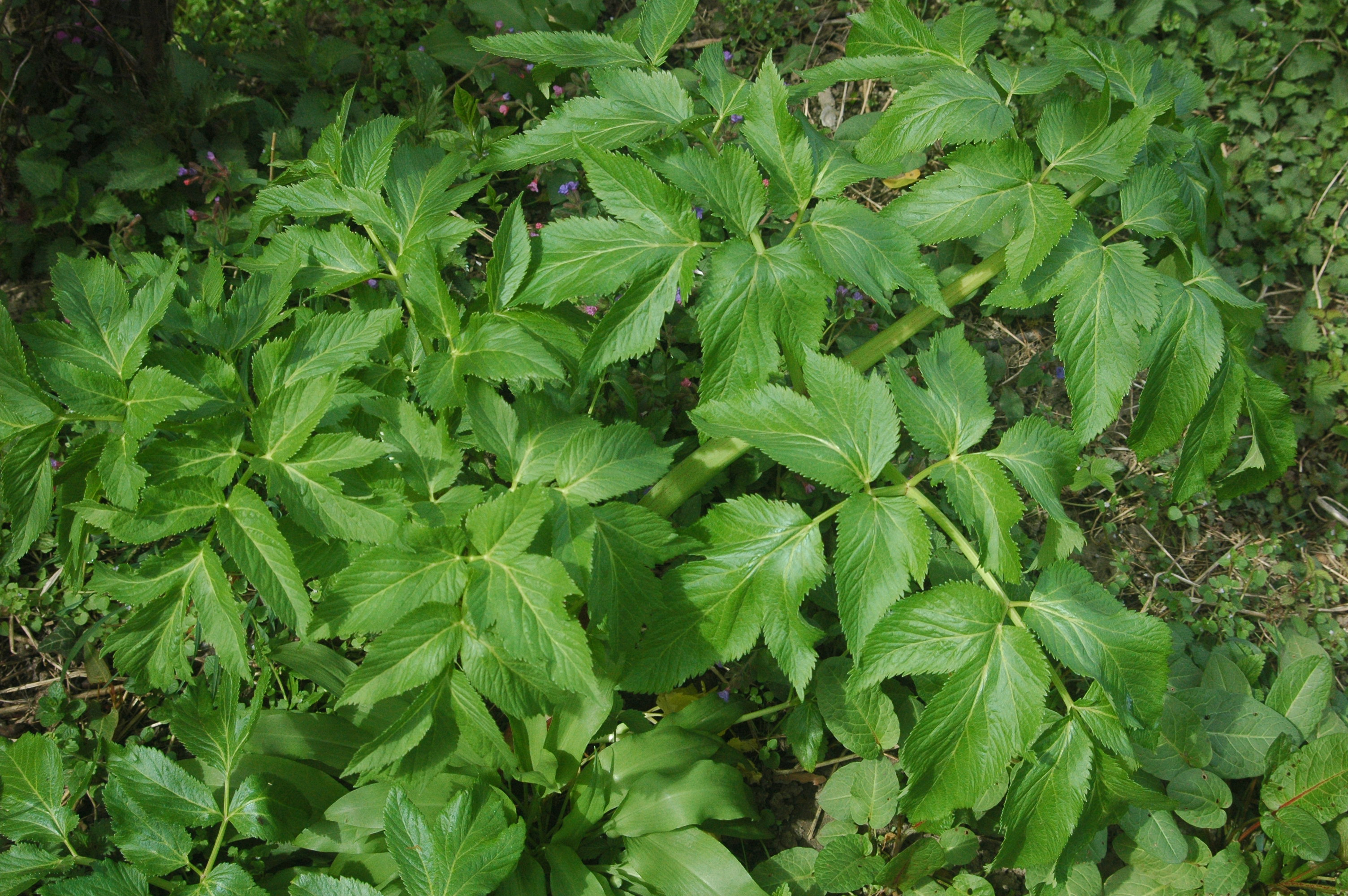
Orvosi angyalgyökér levele (Angelica archangelica)
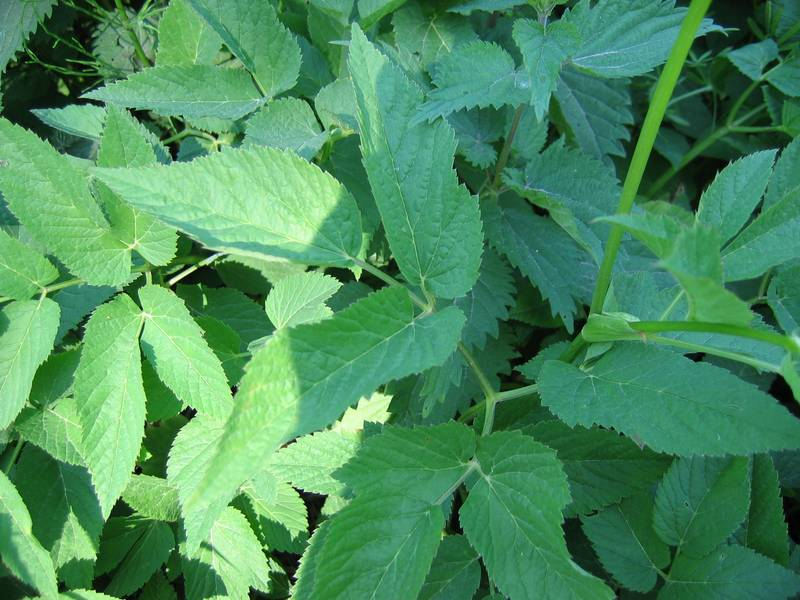
Podagrafű levele (Aegopodium podagraria)

## Jegyzetek

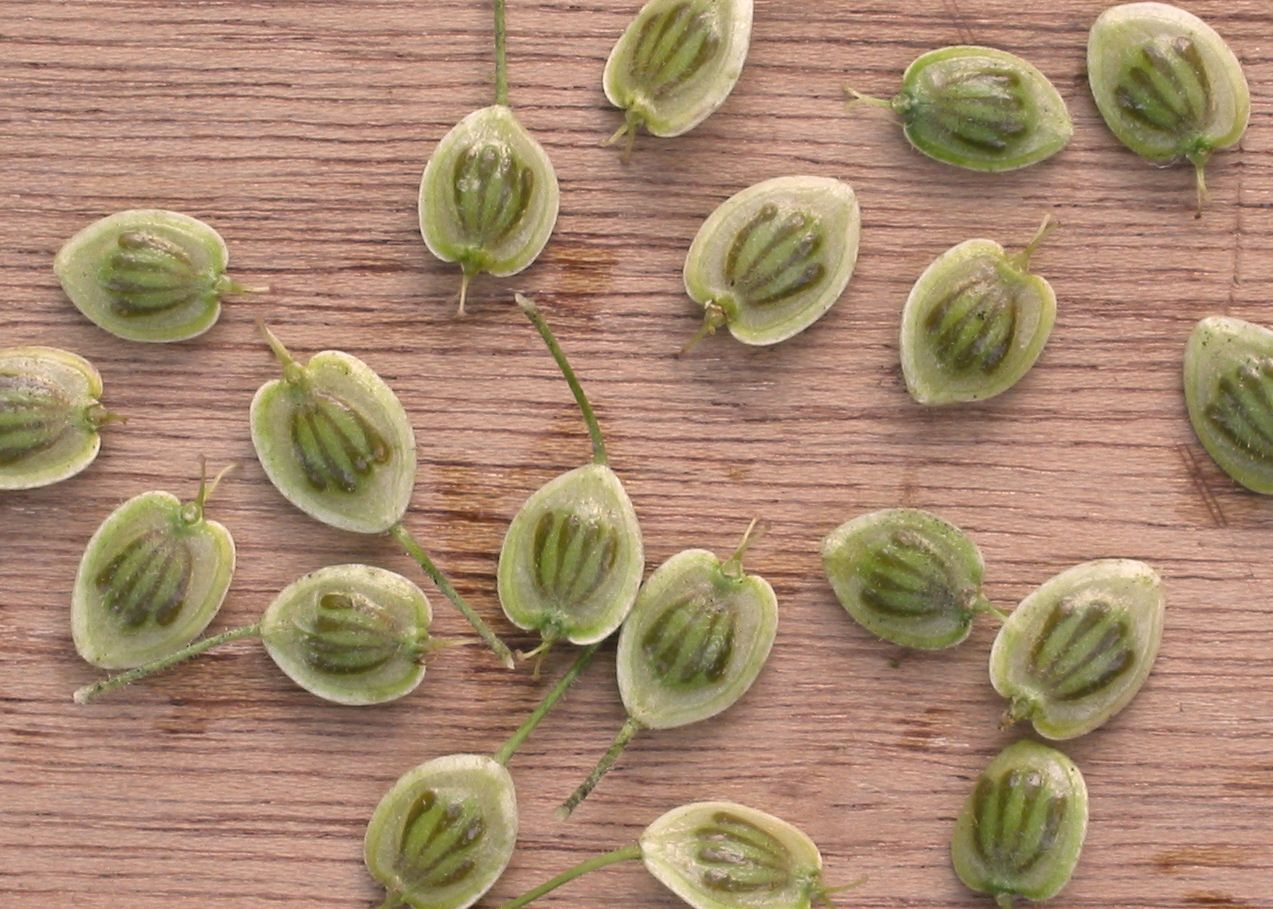
A kaukázusi medvetalp hatalmas magvai. A termések szobahőmérsékleten, száraz körülmények között hét évig is megtartják csírázóképességüket. A termés csírázása kedvező körülmények között már az érés évében megindulhat